# Ньюкомб, Роберт
Роберт Ньюкомб (правильнее: Ньюком, англ. Robert Newcomb) — автор серии фантазийный романов публикующийся Del Rey Books. По состоянию на 15 декабря 2008 года Роберт Ньюкомб разместил на своем сайте, что Del Rey не будет больше издавать его книг, и что он до сих пор не смог найти нового издателя.

## Биография
Роберт Ньюкомб родился в США и рос в сельской местности в северной части штата Нью-Йорк, где население не превышало 700 человек. Писатель фантазийных романов на самом деле вторая профессия Ньюкомба — выпустившись из небольшой средней школы, классом из тридцати учеников, ему довелось побывать на курсах в Саутгемптонский университет (University of Southampton) в Англии, а также он принимал участие в круизе по Средиземноморью, организованном American Institute for Foreign Study с целью развития связей с иностранными студентами. После окончания колледжа Ньюкомб поступил в Colgate University. Окончил его со степенью бакалавра экономики, получил магистерскую степень по истории искусств.
После учёбы Роберт Ньюкомб вышел на работу в семейный бизнес, сложившийся на протяжении 75 лет — и сменивший более чем три поколения — дилеры автомобилей Форд, которым он, в конечном свете, успешно управлял и возглавил. В 1997 году, устав от автобизнеса, он почувствовал, что настало время для перемен, поэтому он принял трудное решение — продал концерн и переехал во Флориду, чтобы отойти от всего этого и решить что делать дальше с его жизнью, где, ненавязчиво подталкиваемый женой, взялся, наконец, за дело, о котором мечтал уже давно — писать книги. Вооружённый своим ноутбуком и, как он думал, мощной новой идеей, он закончил свою первую книгу. Результатом стало эпическое фэнтези «Пятая волшебница»(The Fifth Sorceress).
Он нашёл агента, и рукопись сразу вызвала войну восторженных предложений между литературными агентами крупных Нью-Йоркских издательских домов, и она в конце концов была продана «Random House» (дочерняя компания «Del Rey»), как трилогия, данный контракт с автором стал первым крупным контрактом в истории США заключённым на произведение фэнтези. Никто не было поражён больше, чем он сам. Книга «Пятая волшебница» была издана в июне 2002 года (так появилась сага «Кровь и Камень», из которой пока изданы пять книг, и Ньюкомб работал над шестой книгой «The League of Whispers»).
Сейчас Роберт Ньюкомб живёт в солнечной Флориде и продолжает с упорством работать над новой книгой. Когда он не пишет, его хобби это хороший виски, лучшие сигары, боевые искусства и прогулки по пляжу Флориды, где он может сидеть и абсолютно ничего не делать. Его жена Джойс Е.Ньюкомб, доктор философии и практикующий нейропсихолог.
15 декабря 2008 года Роберт Ньюкомб на своем сайте (www.robertnewcomb.com) разместил новость о том, что издательский дом Del Rey дольше не будет публиковать книги серии Кровь и камень (Blood and stone) и он до сих пор не нашёл другого издателя.

## Произведения
«Пятая Волшебница», первая книга в цикле «Хроники крови и камня», опубликована в июне 2002 года. «Ворота Зари» — вторая книга саги, опубликована в июне 2003 года и «Свитки Древних», третья книга в серии, выпущена в июне 2004 года. Серия книг эпична по масштабу: на земле Евтракия (Eutracia), принц Тристан и его сестра-близнец Шайлиха, избранники пророчества, встречаются лицом к лицу со страшными врагами, которые пытаются уничтожить их мир. Рождённые с одарённой кровью, Тристан и Шайлиха имеют врождённую способность владения магией и смогут управлять ею только после интенсивной подготовки, которую так и не успели пройти, прежде чем были жестоко атакованы пятью колдуньями. Этот фэнтезийный мир богат обширностью и сложностью, и Волшебницы в первой книге приведены как наиболее волнующие и одни из самых интересных злодеев за многое время существования жанра фэнтези.
Отклик на первые три книги был феноменальным, Del Rey подписал контракт на ещё три книги в серии.
По мнению автора сюжет должен соответствовать миру — не наоборот. Если автор пытается формировать мир, соответствующий сюжету, этот процесс будет похож на втыкание квадратного колышка в круглое отверстие, — мир будет казаться форсированным и надуманным, и это звон похоронных колоколов для хорошей истории. Самой большой проблемой для Ньюкомба было создание системы магии которая возникает из рационального, правдоподобного источника и как история будет раскрываться по ходу дела. С каждым последующим шагом должно выясняться чуть больше: как магия действительно работает, и как она влияет на героев, которых он создал. Это будет загадкой, которую герои книги и читатель будут решать вместе.
На русском языке изданы две книги Р.Ньюкомба (первые две из цикла Хроники Крови и Камня)

### Циклы произведений
Кровь и камень (Blood and stone)

— Хроники Крови и камня Chronicles of Blood and Stone
- Пятая волшебница /The Fifth Sorceress (2002 г.) ISBN 0-345-44892-8.
- Врата Рассвета / The Gates of Dawn (2003 г.) ISBN 0-345-44894-4
- The Scrolls of the Ancients (2004 г.) ISBN 0-345-44896-0

 — Destinies of Blood and Stone
- Savage Messiah (2005 г.) ISBN 0-345-47707-3
- A March Into Darkness (2007 г.) ISBN 978-0-345-47709-5
- Rise of the Blood Royal (2008 г.) ISBN 978-0-345-47711-8

 — In The Victories of Blood and Stone
- Volume VII (Canceled)
- Volume VIII (Canceled)
- Volume IX (Canceled)

Планы автора
The League of Whispers (не закончено, не опубликовано)

### Споры
Дебютный роман Роберта Ньюкома Пятая Волшебница часто обвиняли в женоненавистничестве или сексизме. Он ответил на критику «что все женщины злодеи» сказав, что он не писал это «для гендерной дискриминации или дискуссии, или для поддержания некоторых анти-политкорректных точек зрения. Просто получилась история, которую я хотел бы рассказать дав начало саге».